# Saint-Julien, Var
Saint-Julien är en kommun i departementet Var i regionen Provence-Alpes-Côte d'Azur i sydöstra Frankrike. Kommunen ligger i kantonen Rians som tillhör arrondissementet Brignoles. År 2022 hade Saint-Julien 2 399 invånare.

## Befolkningsutveckling
Antalet invånare i kommunen Saint-Julien
| Referens: INSEE |